# Rábacsécsény
Rábacsécsény é um município da Hungria, situado no condado de Győr-Moson-Sopron. Tem 15,68 km² de área e sua população em 2015 foi estimada em 576 habitantes.